# Leonardo Visconti di Modrone
Leonardo Visconti di Modrone (* 3. Februar 1947 in Mailand) ist ein italienischer Diplomat. Er ist seit 2017 Generalgouverneur des Ritterordens vom Heiligen Grab zu Jerusalem mit Sitz im Vatikan.

## Familie
Leonardo Visconti di Modrone stammt aus einer der großen italienischen Adelsfamilien, dem Mailänder Adelsgeschlecht Visconti. Er ist das vierte von sechs Kindern aus der Ehe des Grafen Raimondo Visconti di Modrone (1907–1983) und seiner Frau Elena Castellini. Leonardo Visconti ist seit 1971 verheiratet mit Anna Sanfelice di Monforte dei Duchi di Bagnoli (* Neapel 9. Februar 1943); aus der Ehe stammen drei Töchter.
Die Grafen Visconti di Modrone, in Primogenitur seit 1813 (durch Napoleon I.) Herzöge von Modrone, sind ein jüngerer Seitenzweig der 1447 erloschenen Herzöge von Mailand aus dem Hause Visconti.

## Leben
Leonardo Visconti studierte Wirtschaftswissenschaften an der Università Commerciale Luigi Bocconi in Mailand, wo er auch zum Dr. sc. oec. et commerc. promoviert wurde. Nach Militärdienst bei der italienischen Luftwaffe trat er 1971 in den diplomatischen Dienst Italiens ein und war zunächst in der Generaldirektion für politische Angelegenheiten im Außenministerium tätig, ab 1973 war er dessen Sekretär. Von September bis Dezember 1973 war er Teilnehmer der Generalversammlung der Vereinten Nationen in New York. Von 1974 bis 1977 war er an der Ständigen Vertretung Italiens bei den Vereinten Nationen tätig, ab 1975 dessen Erster Sekretär der Gesandtschaft. 1975/76 war Visconti Mitglied der italienischen Delegation im Vorstand des Sicherheitsrates der Vereinten Nationen sowie italienischer Vertreter im UN-Sanktionsausschuss. 1977 wechselte er als Handelsattaché und Konsul an die italienische Botschaft in Kairo. 1981 wurde er für den Ministerrat tätig sowie von 1983 bis 1988 Stellvertretender Diplomatischer Berater im Büros des Premierministers Italiens. 1988 wechselte er als Presseattache an die italienischen Botschaft in London. Während seiner Tätigkeit im Büro des Premierministers (1992–1997) und im Büro des Präsidenten des Ministerrats (1993–1997) hatte er die Organisation und Koordination des G7-Gipfels in Neapel 1994 inne.
Während seiner Tätigkeit an der italienischen Botschaft in Wien (1997–2001) erfolgte 1998 die Ernennung zum gesandten Botschafter. Von 2002 bis 2004 war er Leiter der Delegation für die Organisation der italienischen Präsidentschaft des Rates der Europäischen Union. Ab 2005 hatte er die Leitung des Protokolls der Republik Italien inne.
2008 erfolgte die Ernennung zum Botschafter. Er war von 2010 bis 2013 Botschafter Italiens in Madrid.
Von 2013 bis 2016 war er Präsident von Villa Vigoni (Villa Vigoni – Deutsch-italienisches Zentrum für europäische Exzellenz).

### Ritterorden vom Heiligen Grab zu Jerusalem
Leonardo Visconti di Modrone ist Mitglied des Ritterordens vom Heiligen Grab zu Jerusalem und gehört seit 2014 dessen Großmagisterium, dem obersten Leitungsgremium, an.
Zum 29. Juni 2017 wurde er von Kardinal-Großmeister Edwin Frederick O’Brien als Nachfolger von Agostino Borromeo in das Amt des Generalgouverneurs des Päpstlichen Laienordens bestellt, das höchste weltliche Amt des Ordens mit Sitz im Vatikan. Am 24. Oktober 2017 folgte seine Promotion vom Großkreuz-Ritter zum Kollarritter.

## Auszeichnungen und Ehrungen
- 1970: Goldmedaille für das Studienjahr 1970 (Abschluss „cum laude“) der Universität „Luigi Bocconi“
- 2004: Verdienstorden der Italienischen Republik (Großkreuz)[5]
- 2010: Orden des Sterns von Italien (Großoffizier)[5]
- 2010: Verdienstorden der Bundesrepublik Deutschland (Großkreuz)

## Weblink und Quelle
- Ministero degli Affari Esteri e della Cooperazione Internazionale : Ambasciatore Leonardo VISCONTI di MODRONE (italienisch)